# Lake (album)
Lake is het debuutalbum van de gelijknamige band. Van het album werden drie singles afgehaald. In Europa waren dat On the run, Do I love you en Jesus came down. In de Verenigde Staten echter werd Time bomb op single uitgebracht samen met Chasing colours. Time bomb werd een hitje in de VS, maar werd in Europa alleen goed genoeg gevonden voor de B-kant van On the run.
On the run zou later de titel worden van hun livealbum.

## Musici
- James Hopkins Harrison – zang
- Alex Conti – gitaar, zang
- Martin Tiefensee – basgitaar
- Detlef Petersen – toetsinstrumenten, zang
- Geoffrey Peacy – toetsinstrumenten, gitaar, zang
- Dieter Ahrendt – slagwerk, percussie

## Muziek
| Nr. | Titel                                        | Duur |
| --- | -------------------------------------------- | ---- |
| 1.  | On the run (Petersen, Hopkins Harrison)      | 4:06 |
| 2.  | Sorry to say (Petersen, Hopkins Harrison)    | 3:05 |
| 3.  | Time bomb (Peacey, Hopkins Harrison)         | 3:16 |
| 4.  | Chasing colours (Petersen, Hopkins Harrison) | 3:47 |
| 5.  | Do I love you (Petersen, Hopkins Harrison)   | 4:05 |

| Nr. | Titel                                         | Duur  |
| --- | --------------------------------------------- | ----- |
| 1.  | Key to the rhyme (Petersen, Hopkins Harrison) | 4:34  |
| 2.  | Jesus came down (Petersen, Hopkins Harrison)  | 3:42  |
| 3.  | Between the lines (Lake)                      | 10:22 |